# Autobuzele din Singapore

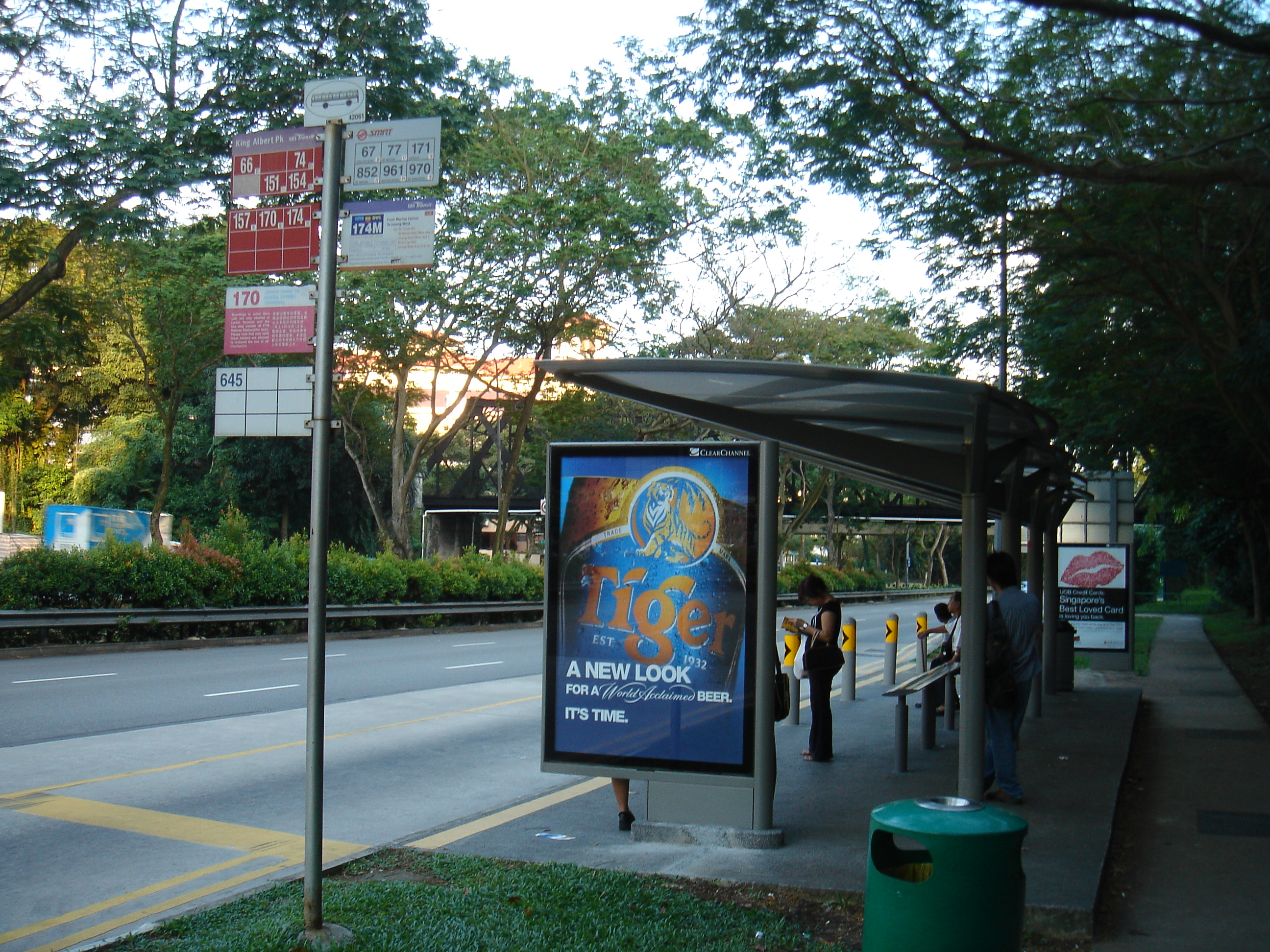
O staţie de autobuz tipică în Singapore

Autobuzul este cea mai răspândită și accesibilă formă de transport în comun din Singapore, sistemul fiind folosit de peste trei milioane de călători pe zi. Rețeaua de autobuze este furnizată de două companii, SBS Transit și SMRT Corporation. SBS este responsabil pentru 185 de rute, iar SMRT pentru 76. Autoritățile prezic, totuși, că în următorii ani popularitatea rețelei de autobuze va scade din cauza dezvoltării sistemelor feroviare de transport precum Mass Rapid Transit (metrou) sau Light Rapid Transit (metrou ușor). 

## Parc de autobuze

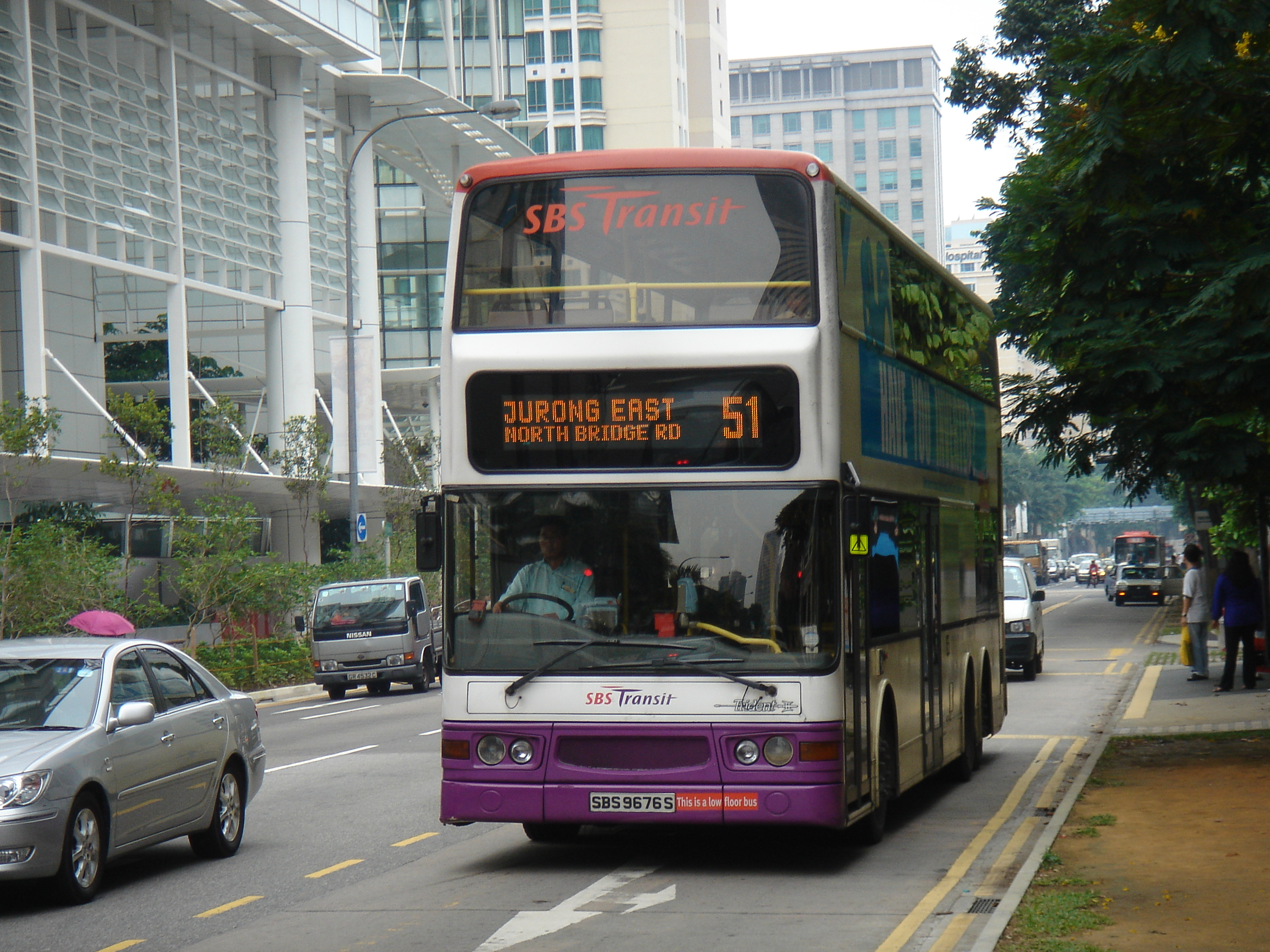
Autobuz Dennis Trident 3, cu două niveluri, pe ruta 51 a companiei SBS

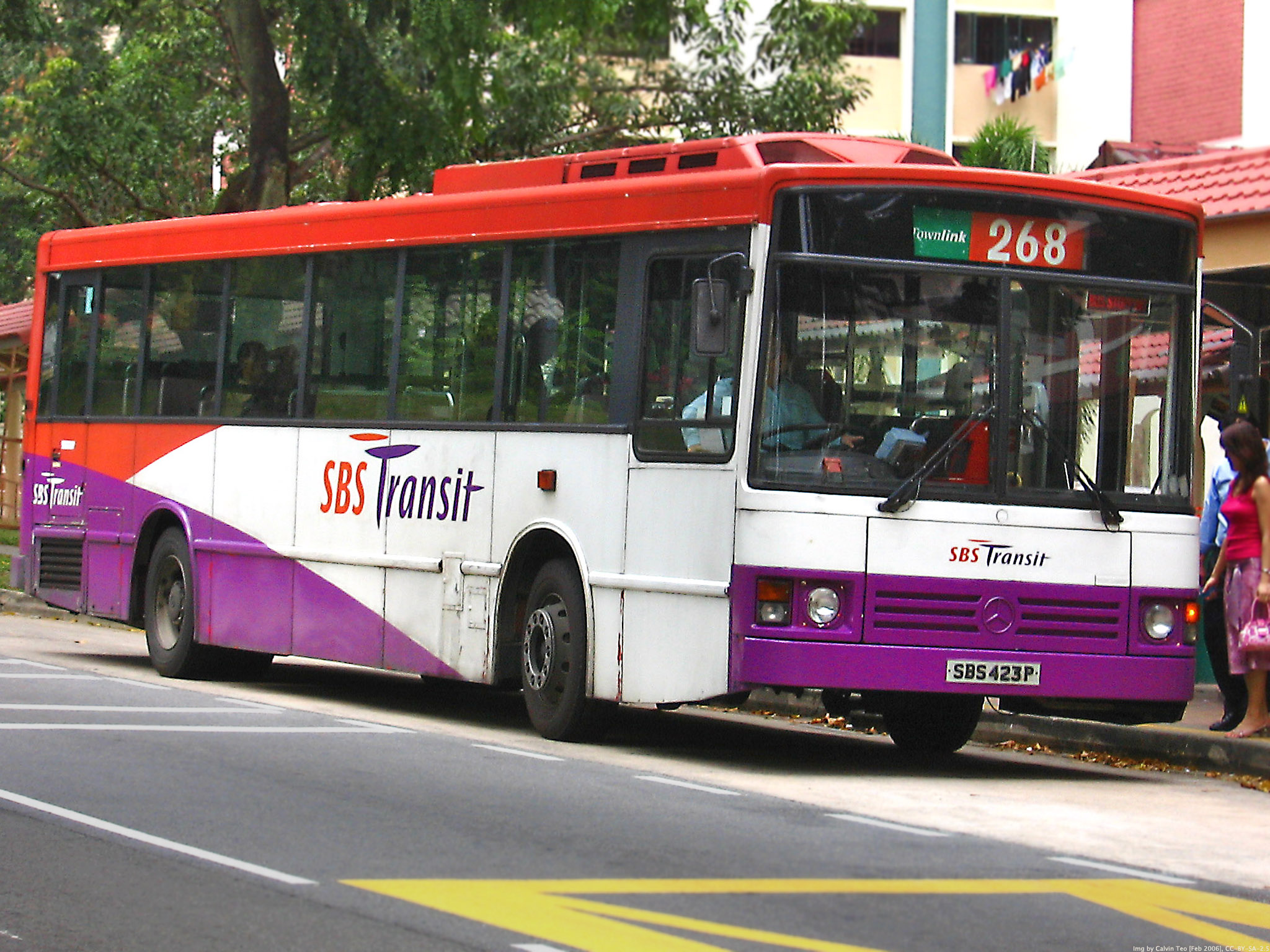
Autobuz Mercedes-Benz O405 pe ruta 268 a companiei SBS

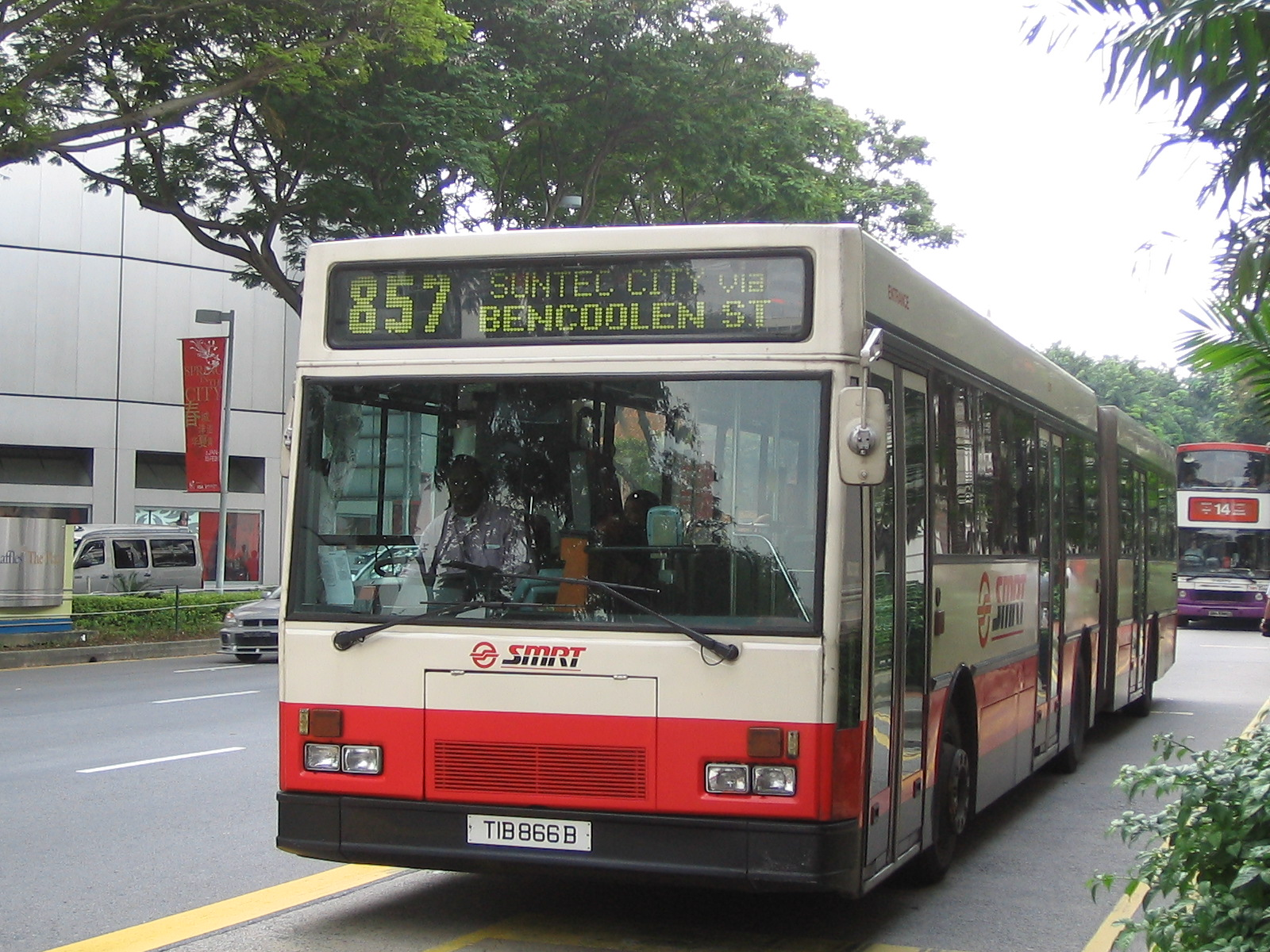
Autobuz Mercedes-Benz MBO405G pe ruta 857 a companiei SMRT

Ambele companii de autobuz (SBS și SMRT) folosesc autobuze nearticulate de 12 m cu un singur nivel. În plus, SBS utilizează autobuze cu două niveluri (double deck), iar SMRT folosește câteva autobuze articulate. În total, SBS și SMRT au un parc auto de peste 3.000 de autobuze.
Părțile autobuzelor SBS sunt aduse din străinate și asamblate local, la fabrica ComfortDelgro din Singapore. În ultimii ani, SBS Transit a început să producă autobuzele sale proprii (cu șasiu străin) prin filiala ComfortDelgro Engineering. Autobuzele SMRT folosesc sunt toate produse în străinătate și aduse în Singapore cu vaporul sau avionul. SMRT a ales opținuea asta din motivul calității.
Parcul auto al SBS Transit este compus din următoarele modele:
- Volvo B10M series (MKII, MKIII, MKIV)
- Mercedes-Benz O405
- Scania N113
- Volvo B10BLE (podea joasă, folosește GNC)
- Scania L94UB (podea joasă)
- Dennis Dart
- Leyland Olympian
- Volvo Olympian
- Dennis Trident 3 (podea joasă)
- Volvo B10TL (podea joasă)
- Volvo B9TL (podea joasă, accesibil pentru persoane cu disabilități)

Parcul auto al SMRT Corporation este compus din următoarele modele:
- Mercedes-Benz O405
- Mercedes-Benz O405G
- Scania L113 (unele sunt cu podea joasă)
- Dennis Lance 245
- DAF SB220LT
- Hino HS3KRKA